# عربيتي
مجلة عربيتي، هي مجلة متخصصة في مجال السيارات، تم طرحها لأول مره بالاسواق منذ شهر مارس عام 2006، وتم إصدار أكثر من 200 عدد حتي اليوم، وتهتم بكل ما يخص عالم السيارات، في السوق المحلي المصري والسوق العالمي.
صدر العدد الأول من المجلة في مارس عام 2006، وهي تصدر شهريا بجمهورية مصر العربية، وتحتوي الكثير من المواضيع المفيدة.